# Dijksgracht 6
Dijksgracht 6 te Amsterdam betreft een aantal gebouwen aan de Dijksgracht in Amsterdam-Centrum.
De weinige bebouwing aan de Dijksgracht staat veelal tussen de Dijksgracht als straat en de Dijksgracht als gracht. Huisnummer 6 staat aan het korte gedeelte ten westen van de Commandantsbrug. Hier staat een aantal gebouwen, waarvan het houten gebouw in oktober 2022 tot gemeentelijk monument werd verklaard. Daarbij werd niet gekeken naar architectonische schoonheid, maar naar het bijzondere karakter, resterend uit een steeds kleine wordende groep (houten havenbebouwing) en bijzonder (voormalige) gebruik (typologie).
Het gebouw staat onder kenners van Amsterdams waterbeheer (Dienst Haven en Waterverkeer) bekend onder de naam Sluisdeurenloods. Van de bouw is weinig bekend, deze moet tussen 1881 en 1893 hebben plaatsgevonden. Het werd neergezet aan het Oosterdok, alwaar een wirwar aan gebouwen, loodsen, werkplaatsen en kantoren stond, onder andere voor waterbeheer, maar ook Dienst Haven en Waterverkeer en de Nederlandse Spoorwegen; Station Amsterdam Centraal ligt op een steenworp afstand. Bij voorbereidingen van de bouw van de IJ-tunnel werd het terrein waarop het stond (deels) afgegraven, zodat de loods enigszins naar het noorden werd verplaatst alsmede een kwartslag gedraaid. Het stond hier lange tijd op een dood punt. De Dijksgracht als straat werd door de bouw van die tunnel steeds moeilijker bereikbaar, terwijl ze over water juist makkelijk bereikbaar bleef. De komst van de Commandantsbrug in 2015 zorgde voor verlichting, maar ook in 2023 is de Dijksgracht ter plaatste doodlopend voor verkeer; alleen voetgangers en fietsers kunnen verder. Eenvoudig te bereiken is het echter niet. Sluisdeuren worden er sinds begin 21e eeuw niet meer gemaakt. Sinds 2015 zit het bedrijf Mediamatic (Lab) in deze voormalige loods.
Verhuizing ging gepaard met een nieuwe betonnen plaat als vloer en een railsysteem om de deuren met dommekracht, via drijvende bok vanuit de loods op de transporterende dekschuiten te krijgen. Die rails behoren tot het monument. 
Het gebouw kent een rondhouten dragend skelet. De gebruiker van het gebouw keek op van het monumentschap, want er werd al jaren geen (gedegen) onderhoud door de eigenaar gepleegd. De loods tocht sinds de herbouw aan alle kanten, destijds bijdragend aan het snel drogen van hout, maar voor Mediamatic Lab nadelig in tijden van hoge energiekosten.

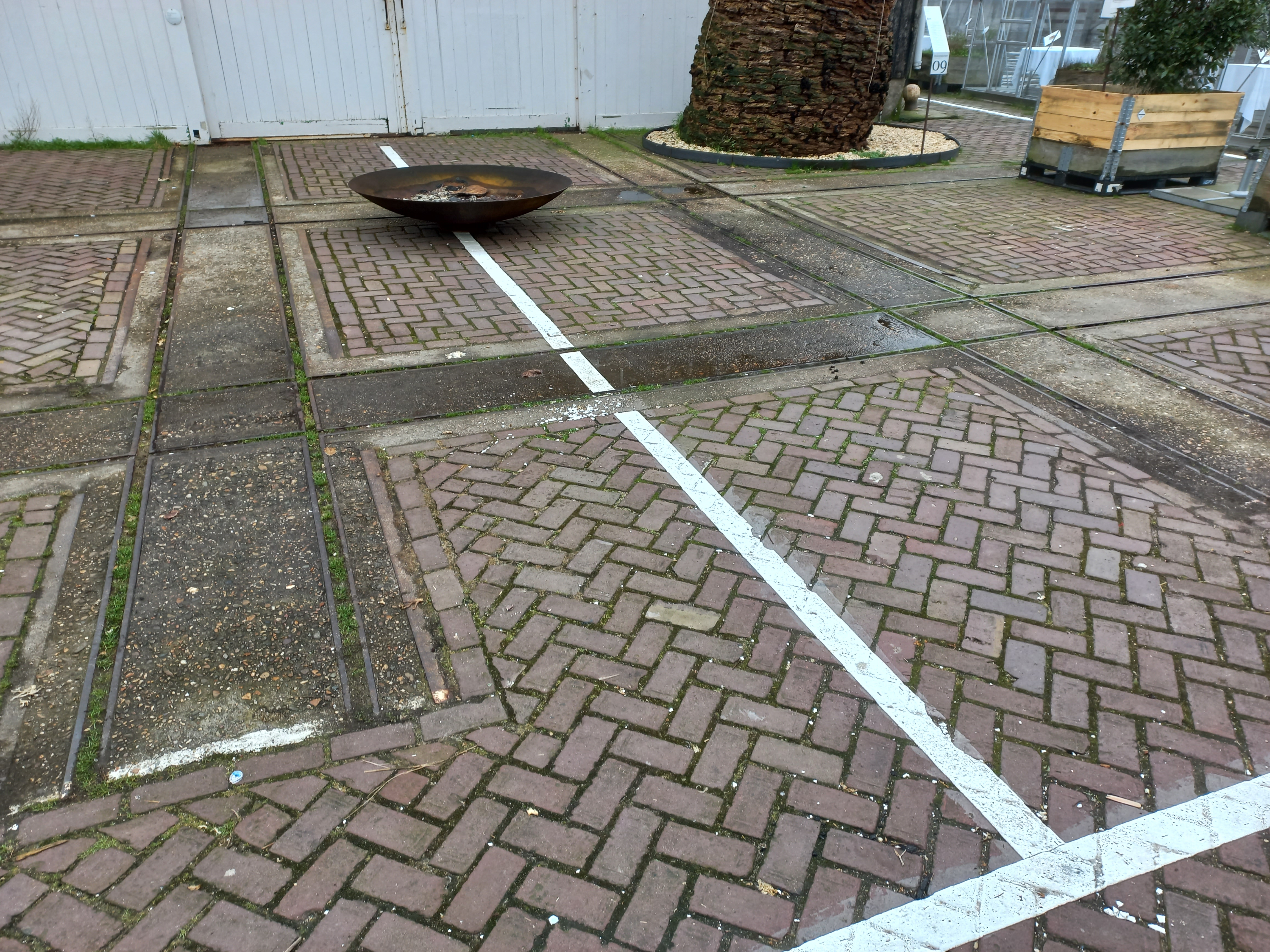
Dichtgegroeid railsysteem (januari 2023)